# Natura 2000-område nr. 184 Hammeren og Slotslyngen
Natura 2000-område nr. 184 Hammeren og Slotslyngen   er et Natura 2000-område der består af habitatområde H160 og fuglebeskyttelsesområde F116 på nordenden af Bornholm, der har et areal på   557 hektar, hvoraf ca. 95 %  er statsejet.
Natura 2000-området ligger   i Vandområdedistrikt III Bornholm  i vandplanomåde  3.1 Bornholm.  i  Bornholms Regionskommune.

## Områdebeskrivelse
Området er at udpeget for  at beskytte indlandsklipper (8220) og havgrotter
(8330), som er naturtyper der i Danmark kun findes på Bornholm. Området er endvidere det eneste danske Natura 2000-område med havgrotter (8330)
På kystklipperne yngler vandrefalken, som efter at have været forsvundet fra Danmark i starten af 1970'erne, nu ser ud til at være vendt tilbage. 
Hammerknuden er en vigtig  botanisk lokalitet, hvor der  igennem tiden observeret mere end 600 arter af  planter, hvilket svarer til godt 1/3 af de plantearter, der er fundet på Bornholm. Området været afgræsset i århundreder, og den menneskelige aktivitet i området, har gennem tiden også bidraget væsentligt til, at så mange
planter kan findes på så lille et område. Feks blev der i middelalderen indført mange nytteplanter, der blev dyrket som f.eks. læge- eller krydderplanter, og der kan stadig findes en lang række af disse planter i området.
Der findes flere sprækkedale bl.a. Mølledalen og
Finnedalen, der afgrænser Slotslyngen fra Hammershus og det bagvedliggende bornholmske
landskab. Det højtliggende Slotslyngen når op i  91 meters højde. Slotslyngen og Hammerknuden var før i tiden en del af det vidtstrakte, græssede hedeområde Højlyngen. Der er stadig meget hede og overdrev indenfor Natura 2000-området, selvom skovbevoksninger længe har været i fremgang, særligt i Slotslyngen.

## Naturfredning
Der er flere fredninger  i området. I 1936 blev 13 hektar af Finnedal Klippeløkke fredet for at undgå, at den blev omdannet til et stenbrud. De største fredninger i området ligger mod nord hhv. Blanch Hotel, Langebjerg, Hammersholm og Hammershus og blev fredet først i 1900-tallet. Staten købte Slotslyngen i 1909 og lagde området ind under skovdistriktet. Formålet med fredningerne
er, at arealerne skal forblive på danske hænder og forhindre bebyggelse på arealerne.